# 173. østlige længdekreds
Den 173. østlige længdekreds (eller 173 grader østlig længde) er en længdekreds, der ligger 173 grader øst for nulmeridianen. Den løber gennem Ishavet, Asien, Stillehavet, det Sydlige Ishav og Antarktis.